# Buszówki
Buszówki (Acanthizinae) – ponownie przywrócona podrodzina ptaków z rodziny buszówkowatych (Acanthizidae).

## Występowanie
Podrodzina obejmuje gatunki występujące w Australazji i Azji Południowo-Wschodniej.

## Podział systematyczny
Do podrodziny zaliczane są następujące rodzaje:
- Gerygone Gould, 1841
- Smicrornis Gould, 1843 – jedynym przedstawicielem jest Smicrornis brevirostris (Gould, 1838) – krótkodziobek
- Calamanthus Gould, 1838
- Hylacola Gould, 1843
- Pycnoptilus Gould, 1851 – jedynym przedstawicielem jest Pycnoptilus floccosus Gould, 1851 – pilotek
- Pyrrholaemus Gould, 1841
- Origma Gould, 1838
- Neosericornis Mathews, 1912 – jedynym przedstawicielem jest Neosericornis citreogularis (Gould, 1838) – solnik żółtogardły
- Aethomyias Sharpe, 1879
- Sericornis Gould, 1838
- Acanthornis Legge, 1887 – jedynym przedstawicielem jest Acanthornis magna (Gould, 1855) – tasmanówka
- Aphelocephala Oberholser, 1899
- Acanthiza Vigors & Horsfield, 1827